# 巴格拉季奧諾夫斯克區

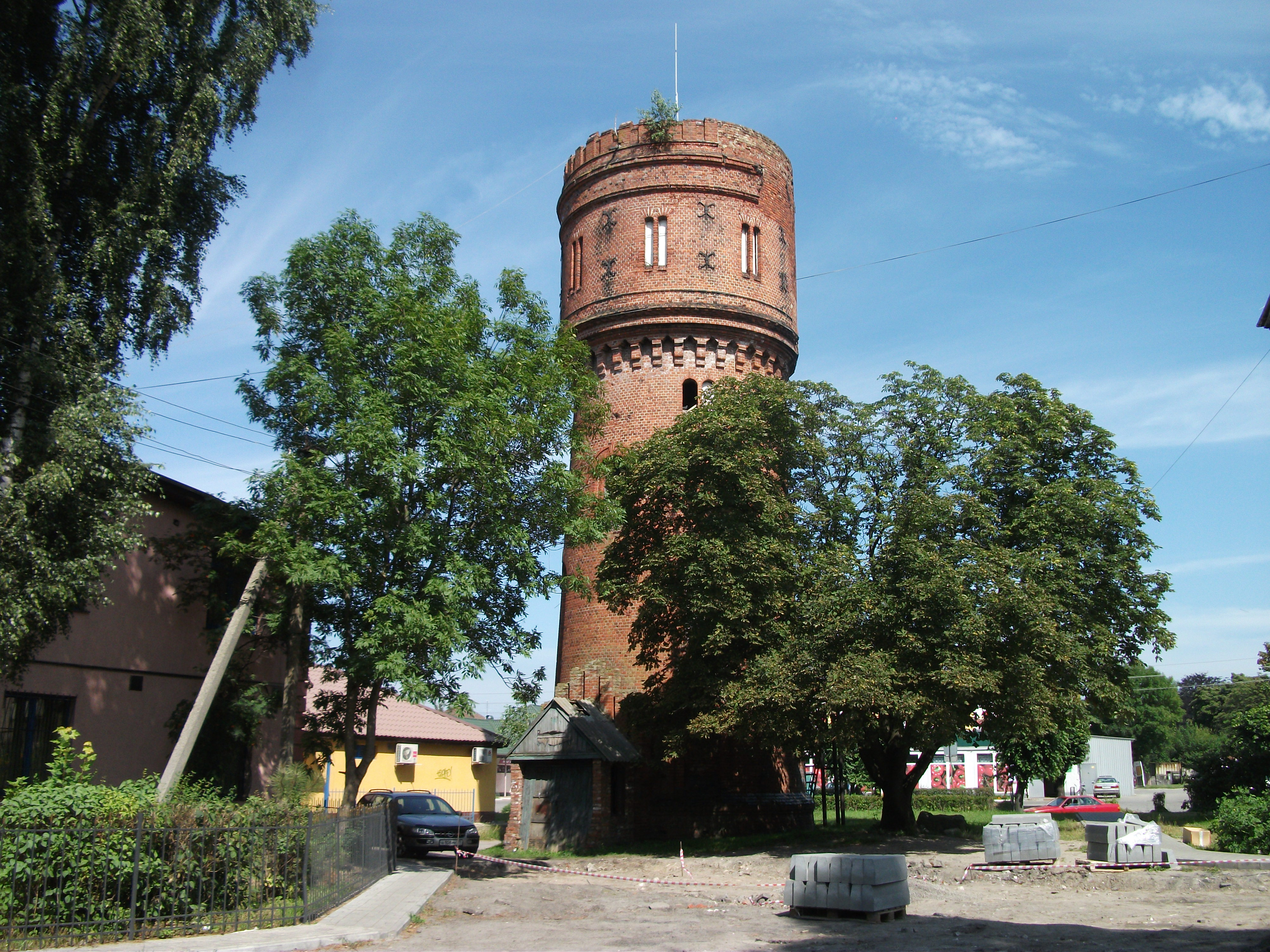

54°33′N 20°23′E / 54.550°N 20.383°E
巴格拉季奧諾夫斯克區（俄语：Багратионовский район）是俄羅斯的一個區，位於該國西北部，由加里寧格勒州負責管轄，始建於1946年，面積1,146平方公里，2010年人口32,352，人口密度每平方公里28.23人。